# Németország a 2011-es úszó-világbajnokságon
Németország a 2011-es úszó-világbajnokságon 57 sportolóval vett részt.

## Érmesek
|     | Nemzet      | Arany | Ezüst | Bronz | Összesen |
| 12. | Németország | 1     | 3     | 9     | 13       |

| Érem      | Név                                                          | Sport          | Esemény                             | Dátum      |
| --------- | ------------------------------------------------------------ | -------------- | ----------------------------------- | ---------- |
| Aranyérem | Thomas Lurz                                                  | Hosszútávúszás | Férfi 5 kilométeres hosszútávúszás  | július 21. |
| Ezüstérem | Patrick Hausding Sascha Klein                                | Műugrás        | Férfi 10 méteres szinkronugrás      | július 17. |
| Ezüstérem | Thomas Lurz                                                  | Hosszútávúszás | Férfi 10 kilométeres hosszútávúszás | július 20. |
| Ezüstérem | Angela Maurer                                                | Hosszútávúszás | Női 25 kilométeres hosszútávúszás   | július 23. |
| Bronzérem | Pavlo Rozenberg                                              | Műugrás        | Férfi 1 méteres műugrás             | július 18. |
| Bronzérem | Christin Steuer Nora Subschinski                             | Műugrás        | Női 10 méteres szinkronugrás        | július 18. |
| Bronzérem | Isabelle Härle Thomas Lurz Jan Wolfgarten                    | Hosszútávúszás | Csapat hosszútávúszás               | július 21. |
| Bronzérem | Sascha Klein                                                 | Műugrás        | Férfi 10 méteres toronyugrás        | július 24. |
| Bronzérem | Paul Biedermann                                              | Úszás          | Férfi 400 méteres gyorsúszás        | július 24. |
| Bronzérem | Britta Steffen Silke Lippok Lisa Vitting Daniela Schreiber   | Úszás          | Férfi 4 × 100 méteres gyorsváltó    | július 24. |
| Bronzérem | Paul Biedermann                                              | Úszás          | Férfi 200 méteres gyorsúszás        | július 26. |
| Bronzérem | Christian vom Lehn                                           | Úszás          | Férfi 200 méteres mellúszás         | július 29. |
| Bronzérem | Helge Meeuw Hendrik Feldwehr Benjamin Starke Paul Biedermann | Úszás          | Férfi 4 × 100 méteres vegyes váltó  | július 31. |

## Műugrás
Férfi
| Versenyző(k)                  | Esemény                        | Selejtező | Selejtező | Elődöntő          | Elődöntő          | Döntő             | Döntő             |
| Versenyző(k)                  | Esemény                        | Pont      | Helyezés  | Pont              | Helyezés          | Pont              | Helyezés          |
| ----------------------------- | ------------------------------ | --------- | --------- | ----------------- | ----------------- | ----------------- | ----------------- |
| Pavlo Rozenberg               | Férfi 1 méteres műugrás        | 385.40    | 6 Q       |                   |                   | 436.50            | Bronzérem         |
| Stephan Feck                  | Férfi 1 méteres műugrás        | 283.95    | 31        |                   |                   | Nem jutott tovább | Nem jutott tovább |
| Patrick Hausding              | Férfi 3 méteres műugrás        | 422.30    | 14 Q      | 408.70            | 15                | Nem jutott tovább | Nem jutott tovább |
| Stephan Feck                  | Férfi 3 méteres műugrás        | 419.95    | 15 Q      | 405.90            | 16                | Nem jutott tovább | Nem jutott tovább |
| Martin Wolfram                | Férfi 10 méteres toronyugrás   | 412.60    | 20        | Nem jutott tovább | Nem jutott tovább | Nem jutott tovább | Nem jutott tovább |
| Sascha Klein                  | Férfi 10 méteres toronyugrás   | 498.95    | 5 Q       | 502.85            | 2 Q               | 534.50            | Bronzérem         |
| Patrick Hausding Stephan Feck | Férfi 3 méteres szinkronugrás  | 413.91    | 3 Q       |                   |                   | 414.39            | 5                 |
| Patrick Hausding Sascha Klein | Férfi 10 méteres szinkronugrás | 441.12    | 3 Q       |                   |                   | 443.01            | Ezüstérem         |

Női
| Versenyző(k)                     | Esemény                      | Selejtező | Selejtező | Elődöntő          | Elődöntő          | Döntő             | Döntő             |
| Versenyző(k)                     | Esemény                      | Pont      | Helyezés  | Pont              | Helyezés          | Pont              | Helyezés          |
| -------------------------------- | ---------------------------- | --------- | --------- | ----------------- | ----------------- | ----------------- | ----------------- |
| Uschi Freitag                    | Női 1 méteres műugrás        | 247.70    | 16        |                   |                   | Nem jutott tovább | Nem jutott tovább |
| Tina Punzel                      | Női 1 méteres műugrás        | 206.05    | 33        |                   |                   | Nem jutott tovább | Nem jutott tovább |
| Uschi Freitag                    | Női 3 méteres műugrás        | 315.60    | 7 Q       | 303.40            | 10 Q              | 288.10            | 11                |
| Nora Subschinski                 | Női 3 méteres műugrás        | 311.65    | 9 Q       | 299.15            | 13                | Nem jutott tovább | Nem jutott tovább |
| Nora Subschinski                 | Női 10 méteres toronyugrás   | 289.50    | 12 Q      | 331.70            | 5 Q               | 386.30            | 12                |
| Maria Kurjo                      | Női 10 méteres toronyugrás   | 267.60    | 19        | Nem jutott tovább | Nem jutott tovább | Nem jutott tovább | Nem jutott tovább |
| Katja Dieckow Uschi Freitag      | Női 3 méteres szinkronugrás  | 276.90    | 6 Q       |                   |                   | 299.40            | 5                 |
| Christin Steuer Nora Subschinski | Női 10 méteres szinkronugrás | 292.56    | 3 Q       |                   |                   | 316.29            | Bronzérem         |

## Hosszútávúszás
Férfi
| Versenyző           | Esemény                             | Döntő     | Döntő     |
| Versenyző           | Esemény                             | Idő       | Helyezés  |
| ------------------- | ----------------------------------- | --------- | --------- |
| Thomas Lurz         | Férfi 5 kilométeres hosszútávúszás  | 56:16.6   | Aranyérem |
| Jan Wolfgarten      | Férfi 5 kilométeres hosszútávúszás  | 56:40.2   | 23        |
| Andreas Waschburger | Férfi 10 kilométeres hosszútávúszás | 1:54:39.8 | 10        |
| Thomas Lurz         | Férfi 10 kilométeres hosszútávúszás | 1:54:27.2 | Ezüstérem |
| Thomas Lurz         | Férfi 25 kilométeres hosszútávúszás | DNS       | DNS       |
| Benjamin Konschak   | Férfi 25 kilométeres hosszútávúszás | DNF       | DNF       |

Női
| Versenyző      | Esemény                           | Döntő     | Döntő     |
| Versenyző      | Esemény                           | Idő       | Helyezés  |
| -------------- | --------------------------------- | --------- | --------- |
| Isabelle Härle | Női 5 kilométeres hosszútávúszás  | 1:00:52.9 | 16        |
| Isabell Donath | Női 5 kilométeres hosszútávúszás  | 1:01:06.2 | 19        |
| Angela Maurer  | Női 10 kilométeres hosszútávúszás | 2:02:15.1 | 8         |
| Isabell Donath | Női 5 kilométeres hosszútávúszás  | 2:07:31.5 | 36        |
| Angela Maurer  | Női 25 kilométeres hosszútávúszás | 5:29:25.0 | Ezüstérem |
| Antje Mahn     | Női 25 kilométeres hosszútávúszás | DNF       | DNF       |

Csapat
| Versenyzők                                | Esemény               | Döntő   | Döntő     |
| Versenyzők                                | Esemény               | Idő     | Helyezés  |
| ----------------------------------------- | --------------------- | ------- | --------- |
| Isabelle Härle Thomas Lurz Jan Wolfgarten | Csapat hosszútávúszás | 57:44.2 | Bronzérem |

## Úszás
Férfi
| Versenyző(k) | Esemény                            | Selejtező  | Selejtező  | Elődöntő          | Elődöntő          | Döntő             | Döntő             |
| Versenyző(k) | Esemény                            | Idő        | Helyezés   | Idő               | Helyezés          | Idő               | Helyezés          |
| --- | ---------------------------------- | ---------- | ---------- | ----------------- | ----------------- | ----------------- | ----------------- |
| Marco di Carli | Férfi 50 méteres gyorsúszás        | 22.65      | 26         | Nem jutott tovább | Nem jutott tovább | Nem jutott tovább | Nem jutott tovább |
| Marco di Carli | Férfi 100 méteres gyorsúszás       | 49.00      | 19         | Nem jutott tovább | Nem jutott tovább | Nem jutott tovább | Nem jutott tovább |
| Markus Deibler | Férfi 100 méteres gyorsúszás       | Nem indult | Nem indult | Nem indult        | Nem indult        | Nem indult        | Nem indult        |
| Markus Deibler | Férfi 200 méteres vegyesúszás      | 2:00.99    | 22         | Nem jutott tovább | Nem jutott tovább | Nem jutott tovább | Nem jutott tovább |
| Tim Wallburger | Férfi 200 méteres gyorsúszás       | 1:48.43    | 17         | Nem jutott tovább | Nem jutott tovább | Nem jutott tovább | Nem jutott tovább |
| Paul Biedermann | Férfi 200 méteres gyorsúszás       | 1:46.56    | 3 Q        | 1:45.93           | 2 Q               | 1:44.88           | Bronzérem         |
| Paul Biedermann | Férfi 400 méteres gyorsúszás       | 3:45.18    | 3 Q        |                   |                   | 3:44.14           | Bronzérem         |
| Clemens Rapp | Férfi 400 méteres gyorsúszás       | 3:51.07    | 21         |                   |                   | Nem jutott tovább | Nem jutott tovább |
| Christian Kubusch | Férfi 800 méteres gyorsúszás       | 7:58.20    | 15         |                   |                   | Nem jutott tovább | Nem jutott tovább |
| Christian Kubusch | Férfi 1500 méteres gyorsúszás      | 15:27.68   | 21         |                   |                   | Nem jutott tovább | Nem jutott tovább |
| Helge Meeuw | Férfi 50 méteres hátúszás          | 25.04      | 3 Q        | 25.20             | 10                | Nem jutott tovább | Nem jutott tovább |
| Helge Meeuw | Férfi 100 méteres hátúszás         | 54.15      | 12 Q       | 53.34             | 5 Q               | 53.28             | 7                 |
| Yannick Lebherz | Férfi 200 méteres hátúszás         | 1:58.30    | 14 Q       | 1:58.56           | 12                | Nem jutott tovább | Nem jutott tovább |
| Yannick Lebherz | Férfi 400 méteres vegyesúszás      | 4:17.31    | 11         |                   |                   | Nem jutott tovább | Nem jutott tovább |
| Hendrik Feldwehr | Férfi 50 méteres mellúszás         | 27.67      | 8 Q        | 27.53             | 7 Q               | 27.41             | 4                 |
| Hendrik Feldwehr | Férfi 100 méteres mellúszás        | 1:00.70    | 14 Q       | 1:00.91           | 15                | Nem jutott tovább | Nem jutott tovább |
| Christian vom Lehn | Férfi 100 méteres mellúszás        | 1:01.26    | 22         | Nem jutott tovább | Nem jutott tovább | Nem jutott tovább | Nem jutott tovább |
| Christian vom Lehn | Férfi 200 méteres mellúszás        | 2:10.67    | 2 Q        | 2:09.44           | 3 Q               | 2:09.06           | Bronzérem         |
| Steffen Deibler | Férfi 50 méteres pillangóúszás     | 23.50      | 5 Q        | 23.39             | 5 Q               | 23.55             | 6                 |
| Steffen Deibler | Férfi 100 méteres pillangóúszás    | 52.54      | 14 Q       | 52.55             | 15                | Nem jutott tovább | Nem jutott tovább |
| Benjamin Starke | Férfi 100 méteres pillangóúszás    | 52.26      | 8 Q        | 52.18             | 11                | Nem jutott tovább | Nem jutott tovább |
| Jan David Schepers | Férfi 200 méteres vegyesúszás      | 1:59.99    | 16 Q       | 1:59.83           | 13                | Nem jutott tovább | Nem jutott tovább |
| Selejtező Steffen Deibler (49.01) Markus Deibler (48.06) Christoph Fildebrandt (48.75) Marco di Carli (48.41) Döntő Markus Deibler (49.24) Benjamin Starke (49.22) Christoph Fildebrandt (48.45) Marco di Carli (48.10)          | Férfi 4 × 100 méteres gyorsváltó   | 3:14.23    | 6 Q        |                   |                   | 3:15.01           | 7                 |
| Selejtező Tim Wallburger (1:48.05) Yannick Lebherz (1:49.46) Clemens Rapp (1:49.34) Paul Biedermann (1:46.46) Döntő Paul Biedermann (1:45.20) Tim Wallburger (1:47.70) Christoph Fildebrandt (1:48.16) Benjamin Starke (1:47.26) | Férfi 4 × 200 méteres gyorsváltó   | 7:13.31    | 8 Q        |                   |                   | 7:08.32           | 4                 |
| Selejtező Helge Meeuw (53.22) Hendrik Feldwehr (59.98) Benjamin Starke (51.79) Markus Deibler (48.70) Döntő Helge Meeuw (53.53) Hendrik Feldwehr (59.72) Benjamin Starke (51.83) Paul Biedermann (47.52)                         | Férfi 4 × 100 méteres vegyes váltó | 3:33.69    | 2 Q        |                   |                   | 3:32.60           | Bronzérem         |

Női
| Versenyző(k) | Esemény                          | Selejtező  | Selejtező  | Elődöntő          | Elődöntő          | Döntő                  | Döntő                  |
| Versenyző(k) | Esemény                          | Idő        | Helyezés   | Idő               | Helyezés          | Idő                    | Helyezés               |
| --- | -------------------------------- | ---------- | ---------- | ----------------- | ----------------- | ---------------------- | ---------------------- |
| Dorothea Brandt | Női 50 méteres gyorsúszás        | 24.86      | 4 Q        | 25.06             | 9                 | Nem jutott tovább      | Nem jutott tovább      |
| Dorothea Brandt | Női 50 méteres mellúszás         | Nem indult | Nem indult | Nem indult        | Nem indult        | Nem indult             | Nem indult             |
| Britta Steffen | Női 50 méteres gyorsúszás        | Nem indult | Nem indult | Nem indult        | Nem indult        | Nem indult             | Nem indult             |
| Britta Steffen | Női 100 méteres gyorsúszás       | 54.86      | 16         | Nem jutott tovább | Nem jutott tovább | Nem jutott tovább      | Nem jutott tovább      |
| Daniela Schreiber | Női 100 méteres gyorsúszás       | 55.24      | 23         | Nem jutott tovább | Nem jutott tovább | Nem jutott tovább      | Nem jutott tovább      |
| Silke Lippok | Női 200 méteres gyorsúszás       | 1:57.53    | 7 Q        | 1:57.02           | 7 Q               | 1:58.26                | 8                      |
| Jenny Mensing | Női 50 méteres hátúszás          | 28.84      | 16 Q       | 28.83             | 15                | Nem jutott tovább      | Nem jutott tovább      |
| Jenny Mensing | Női 100 méteres hátúszás         | 1:01.64    | 21         | Nem jutott tovább | Nem jutott tovább | Nem jutott tovább      | Nem jutott tovább      |
| Jenny Mensing | Női 200 méteres hátúszás         | 1:58.30    | 14 Q       | 1:58.56           | 12                | Nem jutott tovább      | Nem jutott tovább      |
| Sarah Poewe | Női 100 méteres mellúszás        | 1:45.93    | 3 Q        | 1:08.38           | 12                | Nem jutott tovább      | Nem jutott tovább      |
| Sina Sutter | Női 100 méteres pillangóúszás    | 58.96      | 17         | Nem jutott tovább | Nem jutott tovább | Nem jutott tovább      | Nem jutott tovább      |
| Selejtező Britta Steffen (54.86) Silke Lippok (54.23) Lisa Vitting (54.66) Daniela Schreiber (53.53) Döntő Britta Steffen (54.51) Silke Lippok (54.17) Lisa Vitting (53.85) Daniela Schreiber (53.12) | Női 4 × 100 méteres gyorsváltó   | 3:37.28    | 4 Q        |                   |                   | 3:36.05                | Bronzérem              |
| Selejtező Silke Lippok (1:58.04) Lisa Vitting (1:59.14) Daniela Schreiber (1:59.84) Franziska Jansen (2:01.72)                                                                                        | Női 4 × 200 méteres gyorsváltó   | 7:58.74    | 10         |                   |                   | Nem jutottak tovább    | Nem jutottak tovább    |
| Selejtező Jenny Mensing (1:01.30) Sarah Poewe (1:07.24) Sina Sutter (58.65) Daniela Schreiber (53.71) Döntő Jenny Mensing (1:01.21) Sarah Poewe (–) Sina Sutter (–) Daniela Schreiber (–)             | Női 4 × 100 méteres vegyes váltó | 4:00.90    | 8 Q        |                   |                   | Diszkvalifikálták őket | Diszkvalifikálták őket |

## Szinkronúszás
Női
| Versenyzők                    | Esemény              | Selejtező | Selejtező | Döntő               | Döntő               |
| Versenyzők                    | Esemény              | Pont      | Helyezés  | Pont                | Helyezés            |
| ----------------------------- | -------------------- | --------- | --------- | ------------------- | ------------------- |
| Wiebke Jeske Edith Zeppenfeld | Páros rövid program  | 75.800    | 27        | Nem jutottak tovább | Nem jutottak tovább |
| Wiebke Jeske Edith Zeppenfeld | Páros szabad program | 76.680    | 27        | Nem jutottak tovább | Nem jutottak tovább |

## Vízilabda

### Férfi
Kerettagok
- Alexander Tchigir
- Florian Naroska
- Fabian Schroedter
- Julian Real
- Marko Yannik Stamm
- Marc Torsten Politze – Kapitány
- Erik Marcin Bukowski
- Paul Schueler
- Tobias Kreuzmann
- Moritz Benedikt Oeler
- Andreas Schlotterbeck
- Dennis Eidner
- Roger Kong

#### D csoport
| Csapat           | M | Gy | D | V | G+ | G– | Gk  | P |
| ---------------- | - | -- | - | - | -- | -- | --- | - |
| Olaszország      | 3 | 3  | 0 | 0 | 32 | 12 | +20 | 6 |
| Németország      | 3 | 2  | 0 | 1 | 31 | 22 | +9  | 4 |
| Egyesült Államok | 3 | 1  | 0 | 2 | 32 | 20 | +12 | 2 |
| Dél-Afrika       | 3 | 0  | 0 | 3 | 12 | 53 | –41 | 0 |

| 2011. július 18. 18:20 | Egyesült Államok     | 7 – 9       | Németország | Sanghaj Nézőszám: 800 Játékvezetők: Brgulian (MNE), Stavridis (GRE) |
| 2011. július 18. 18:20 | (0–4, 2–2, 4–1, 1–2) |             |             | Sanghaj Nézőszám: 800 Játékvezetők: Brgulian (MNE), Stavridis (GRE) |
| 2011. július 18. 18:20 | Azevedo 2            | Jegyzőkönyv | Oeler 3     | Sanghaj Nézőszám: 800 Játékvezetők: Brgulian (MNE), Stavridis (GRE) |

| 2011. július 20. 13:30 | Dél-Afrika           | 8 – 16      | Németország | Sanghaj Nézőszám: 500 Játékvezetők: Ciric (SRB), Alexandrescu (ROU) |
| 2011. július 20. 13:30 | (2–3, 2–4, 1–4, 3–5) |             |             | Sanghaj Nézőszám: 500 Játékvezetők: Ciric (SRB), Alexandrescu (ROU) |
| 2011. július 20. 13:30 | J.R. Kyte, Bell 3    | Jegyzőkönyv | Oeler 6     | Sanghaj Nézőszám: 500 Játékvezetők: Ciric (SRB), Alexandrescu (ROU) |

| 2011. július 22. 13:30 | Olaszország          | 7 – 6       | Németország     | Sanghaj Nézőszám: 600 Játékvezetők: Borrell (ESP), Stavridis (GRE) |
| 2011. július 22. 13:30 | (2–3, 1–2, 2–1, 2–0) |             |                 | Sanghaj Nézőszám: 600 Játékvezetők: Borrell (ESP), Stavridis (GRE) |
| 2011. július 22. 13:30 | Aicardi 3            | Jegyzőkönyv | Real, Ploitze 2 | Sanghaj Nézőszám: 600 Játékvezetők: Borrell (ESP), Stavridis (GRE) |

#### A negyeddöntőbe jutásért
| 30. mérkőzés 2011. július 24. 21:00 | Japán                | 6 – 8       | Németország | Sanghaj Nézőszám: 550 Játékvezetők: Peris (CRO), Cabral (BRA) |
| 30. mérkőzés 2011. július 24. 21:00 | (3–3, 0–1, 2–3, 1–1) |             |             | Sanghaj Nézőszám: 550 Játékvezetők: Peris (CRO), Cabral (BRA) |
| 30. mérkőzés 2011. július 24. 21:00 | Shimizu 4            | Jegyzőkönyv | Stamm 3     | Sanghaj Nézőszám: 550 Játékvezetők: Peris (CRO), Cabral (BRA) |

#### Negyeddöntő
| 36. mérkőzés 2011. július 26. 15:20 | Szerbia              | 9 – 4       | Németország    | Sanghaj Nézőszám: 500 Játékvezetők: Koganov (AZE), Alexandrescu (ROU) |
| 36. mérkőzés 2011. július 26. 15:20 | (2–0, 0–1, 4–3, 3–0) |             |                | Sanghaj Nézőszám: 500 Játékvezetők: Koganov (AZE), Alexandrescu (ROU) |
| 36. mérkőzés 2011. július 26. 15:20 | Filipović 4          | Jegyzőkönyv | négy játékos 1 | Sanghaj Nézőszám: 500 Játékvezetők: Koganov (AZE), Alexandrescu (ROU) |

#### Az 5–8. helyért
| 41. mérkőzés 2011. július 28. 12:10 | Egyesült Államok     | 9 – 8       | Németország                        | Sanghaj Nézőszám: 350 Játékvezetők: Caputi (ITA), Menendez (CUB) |
| 41. mérkőzés 2011. július 28. 12:10 | (4–2, 4–2, 0–2, 1–2) |             |                                    | Sanghaj Nézőszám: 350 Játékvezetők: Caputi (ITA), Menendez (CUB) |
| 41. mérkőzés 2011. július 28. 12:10 | Bailey 2             | Jegyzőkönyv | Kreuzmann, Moritz Benedikt Oeler 2 | Sanghaj Nézőszám: 350 Játékvezetők: Caputi (ITA), Menendez (CUB) |

#### A 7. helyért
| 45. mérkőzés 2011. július 30. 09:30 | Németország          | 5 – 8       | Montenegró          | Sanghaj Nézőszám: 350 Játékvezetők: Alexnadrescu (ROU), Ni (CHN) |
| 45. mérkőzés 2011. július 30. 09:30 | (3–4, 1–3, 1–1, 0–0) |             |                     | Sanghaj Nézőszám: 350 Játékvezetők: Alexnadrescu (ROU), Ni (CHN) |
| 45. mérkőzés 2011. július 30. 09:30 | Real, Schüler 2      | Jegyzőkönyv | Radović, Brguljan 2 | Sanghaj Nézőszám: 350 Játékvezetők: Alexnadrescu (ROU), Ni (CHN) |